# Ascanio Grandi
Ascanio Grandi (Lecce, 1567 – Lecce, 1647) è stato un letterato, poeta e scrittore italiano, conosciuto per il suo poema epico Il Tancredi.

## Biografia
Ascanio Grandi nacque da famiglia nobile a Lecce, dove è sempre vissuto. Fu autore di opere in versi e in prosa.
La sua opera maggiore è Il Tancredi, poema eroico pubblicato nel 1632 a Lecce (seconda edizione nel 1636), che l'autore mise vent'anni a completare. Si tratta di un lungo poema epico in venti canti in ottave di ventitremila versi, che celebra il crociato normanno Tancredi d'Altavilla. Nel progetto dell'autore, l'opera avrebbe dovuto completare la Gerusalemme liberata di Torquato Tasso: infatti la narrazione del Tancredi inizia dove si ferma il poema del Tasso e narra l'impresa di Tancredi per liberare lo zio, Boemondo, principe di Taranto, dagli arabi.
Dopo Il Tancredi, l'argomento delle ulteriori pubblicazioni del Grandi è esclusivamente religioso. Si possono citare i Fasti Sacri (1635), poema in dodici canti di ottave, La Vergine Desponsata (1639), poema sacro in dieci canti in ottave di oltre diecimila versi, e il Noè. Altre opere come Il Bellisario e le Egloghe rimasero invece incompiute.
Alla morte, un monumento funerario fu eretto a sua memoria nella Chiesa dei Santi Niccolò e Cataldo a Lecce.
Nella sua città, una via del centro storico e una scuola secondaria gli sono intitolate.